# Klaus Hirsch

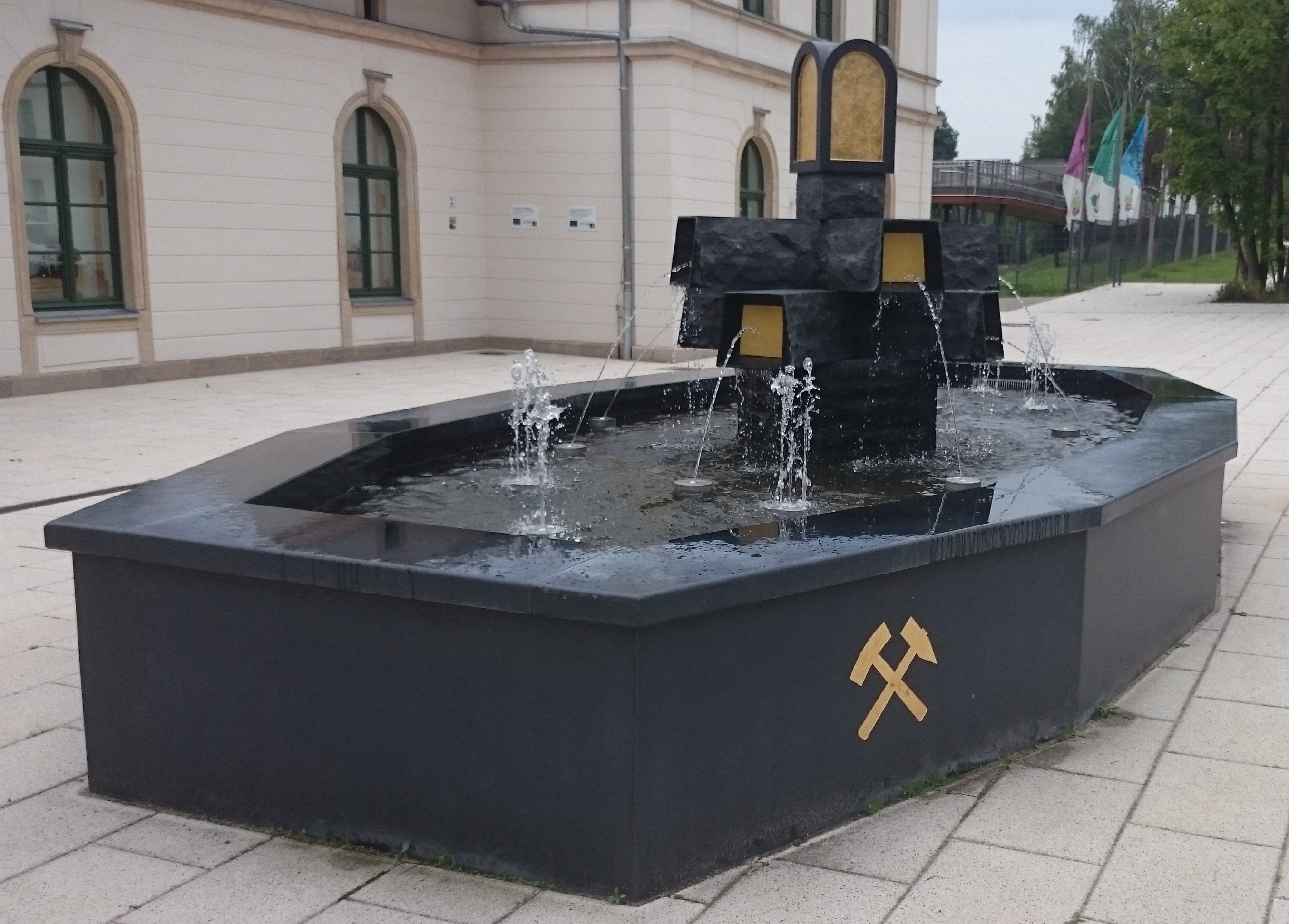
Brunnen „Schwarzes Gold“

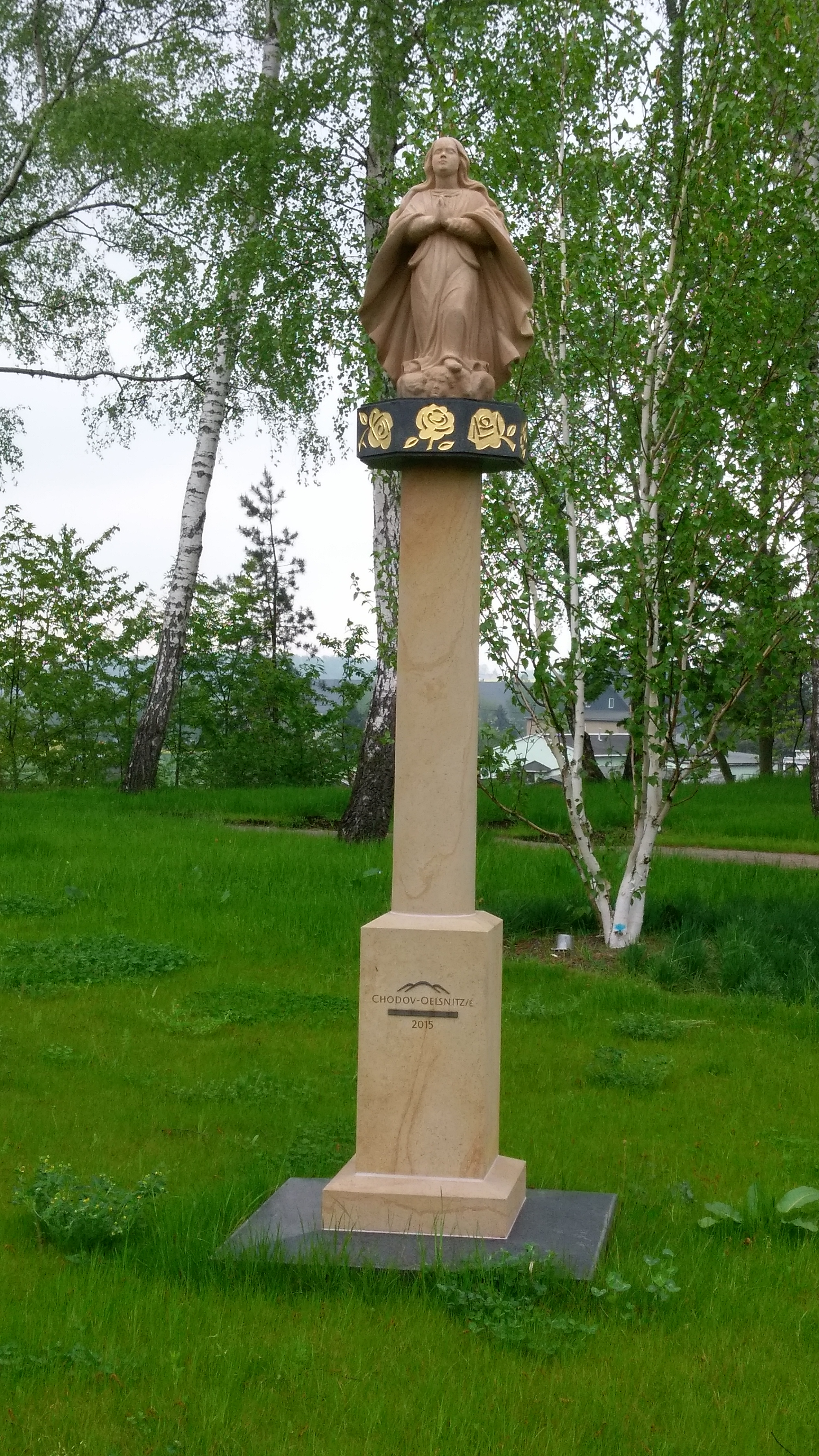
Mariensäule Oelsnitz/Erzgeb.

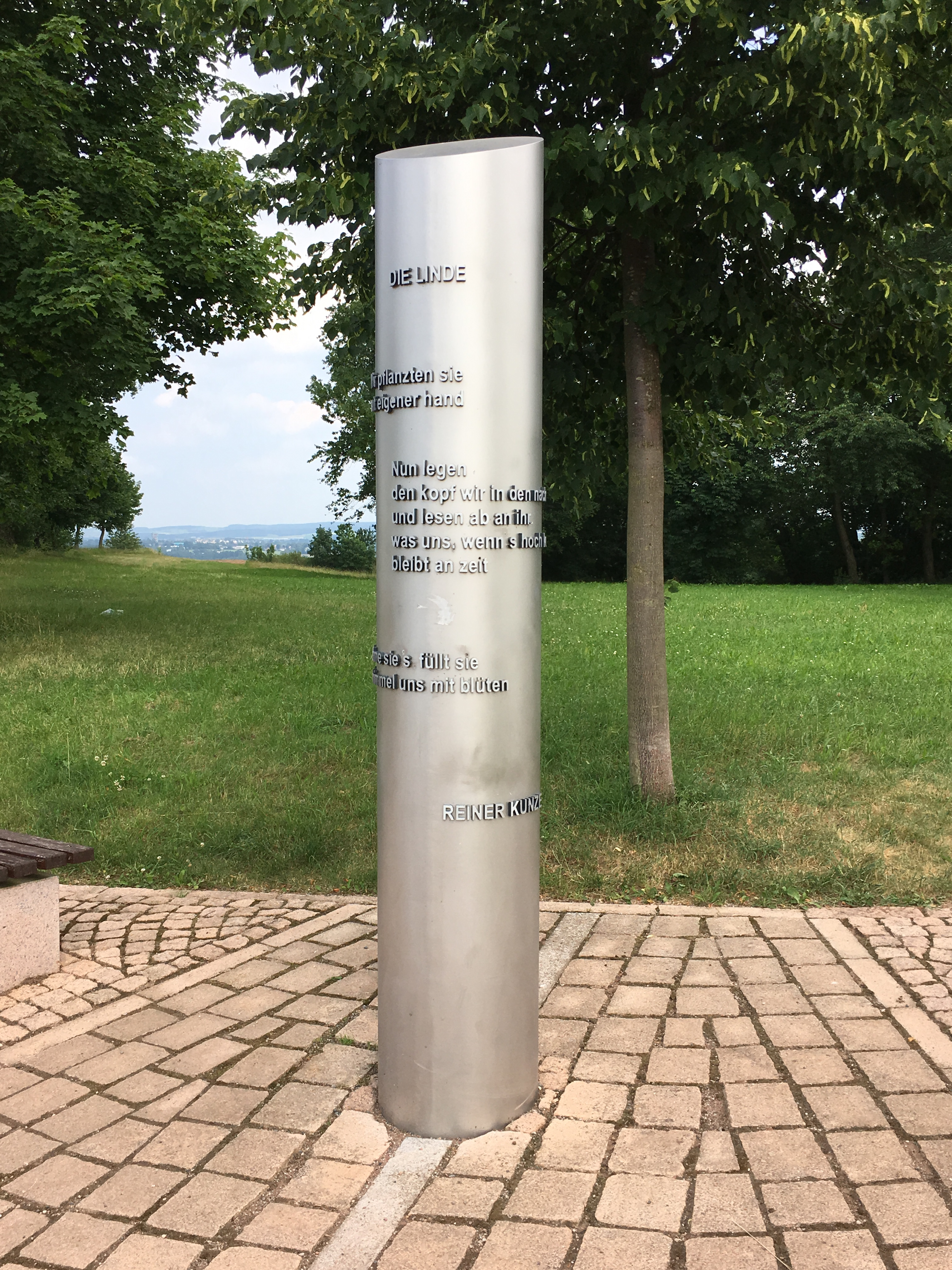
„Reiner-Kunze-Stele“

Klaus Hirsch (* 19. Januar 1941 in Stollberg/Erzgeb.; † 11. März 2018 in Oelsnitz/Erzgeb.) war ein deutscher Maler, Grafiker und Designer.

## Leben und Wirken
Nach seiner Schulzeit und einer Malerlehre studierte Hirsch ab 1960 angewandte Malerei an der Fachschule für angewandte Kunst in Magdeburg. Nach den Studienjahren arbeitete er als Designer und Innenarchitekt in Magdeburg und Plauen. 1991 zog er wieder in seine Heimatstadt Lugau, hier war er vorwiegend als Innenarchitekt tätig. Neben baugebundenen Arbeiten, z. B. Entwürfen zu Bleiverglasungen sakraler Räume, beschäftigte er sich früh mit figürlicher Malerei, später überwiegend Landschaften in Tempera, gefolgt von monochromen blautönigen Arbeiten und wieder dem Figürlichen auf Papier. Später wurde die Lithografie das Hauptausdrucksmittel (Medea-Zyklus), Serigrafien, Folgen von Kohlezeichnungen zu Einzelfiguren und zur Passion. Er war Mitglied im Bundesverband Bildender Künstlerinnen und Künstler und aktiv im Chemnitzer Künstlerbund e.V. Hirsch war in vielfältiger Form ehrenamtlich aktiv, so gehörte er zum Beirat der Sammlung Erzgebirgische Landschaftskunst und war Mitglied im Galerierat des Heinrich-Hartmann-Hauses Oelsnitz/Erzgeb. und war beratend bei denkmalpflegerischen Herausforderungen tätig. Von 2012 bis 2015 war er künstlerischer und denkmalpflegerischer Berater der Landesgartenschau Oelsnitz/Erzgeb. 2015 für alle Hoch- und Ingenieurbauten des Projektes.
Er starb am 11. März 2018 bei einem Autounfall.

## Werke
- Bleiglasfenster zur Städtepartnerschaft Oelsnitz/Erzgeb. und Chodov in der Turley-Oberschule in Oelsnitz/Erzgeb., 2012
- Reiner-Kunze-Stele „Die Linde“ an der ehemaligen Vaterlandsgrube in Oelsnitz/Erzgeb.
- Brunnenanlage Marktplatz, Große Kreisstadt Stollberg
- Bleiglasfenster zur Städtepartnerschaft Chodov – Oelsnitz/Erzgeb. – Waldsassen  im Ratssaal des Rathauses Chodov, 2014
- Mariensäule im Bürger- und Familienpark in Oelsnitz/Erzgeb., 2015
- Brunnen „Schwarzes Gold“, Bahnhofsvorplatz Oelsnitz/Erzgeb., 2015